# Drosophila distinguenda (artundergrupp)
Drosophila distinguenda är en artundergrupp inom undersläktet Hawaiian Drosophila och artgruppen Drosophila grimshawi som innehåller tre arter. Alla tre arterna lever i samma miljö och har hittats i samma dal, Mākaha Valley, på ön Oahu, en av Hawaiiöarna. Utseendemässigt liknar arterna varandra och Drosophila divaricata kan beskrivas som ett mellanting av de andra två arterna Drosophila distinguenda och Drosophila inedita.

## Arter
- Drosophila distinguenda (Hardy, 1965)
- Drosophila divaricata (Hardy & Kaneshiro, 1971)
- Drosophila inedita (Hardy, 1965)